# Drugi anglo-burmanski rat
Drugi anglo-burmanski rat (1852. – 1853.), izbio je zbog loših postupaka burmanskih vlasti prema britanskim trgovcima u Rangoonu.

## Tijek oružanog sukoba
Potkralj Indije, lord James Broun-Ramsay, posalo je jednu fregatu u Rangoon da zatraži odštetu. Zathjev nije ispunjen, pa su Britanci kralju Pagan Minu 15. veljače 1852. uputili ultimatum. Pošto nisu dobili odgovor, 1. travnja otpočele su ratne operacije. Britanske vojne pripreme bile su dotada već završene. General bojnik Henry Godwin krenuo je s 8,100 vojnika za Rangoon koji je zauzet 14. travnja.
Neorganizirane burmanske snage nisu mogle pružiti jači otpor, pa su bile primorane na brzo povlačenje na sjever. Pathein su Britanci zauzeli poslije mjesec dana opsade, 3. svibnja Pegu, a Prom tek 9. listopada poslije perioda kiša koje su prekinule operacije.
Rat je završen britanskom aneksijom područja Pegu s Rangunoom, čime je Burma odsječena od mora. 